# Коллебеато
Коллебеато (итал. Collebeato, ломб. Cobiàt) — коммуна в Италии, в провинции Брешиа области Ломбардия.
Население составляет 4709 человек, плотность населения составляет 872 чел./км². Занимает площадь 5 км². Почтовый индекс — 25060. Телефонный код — 030.
Покровителем коммуны почитается святой апостол Павел. Праздник ежегодно празднуется 25 января.

## Города-побратимы
- Бивона, Италия (2004)